# Ducato di Verona

Italia bizantina e longobarda

Il Ducato di Verona fu uno dei ducati istituiti dai Longobardi in Italia. Verona fu tra le prime città a cadere, nell'autunno del 568, sotto il dominio dei Longobardi guidati da Alboino, che ne fece il suo quartier generale. Proprio a Verona Alboino venne ucciso, nel 572, dalla congiura ordita dalla moglie Rosmunda. La costituzione del ducato risale, con ogni probabilità, a quegli stessi anni, forse già nel tardo 568.

## Storia
Già sede del palazzo regio di Teodorico il Grande e crocevia delle comunicazioni tra la Langobardia Maior e il Ducato di Baviera, Verona fu tra le principali città del regno longobardo. Nel 589 la regione fu sconvolta da una catastrofica inondazione, tanto che Paolo Diacono parla di "un diluvio quale si crede non si fosse più verificato dai tempi di Noè". Gli smottamenti distrussero terreni agricoli e ville e cancellarono strade e sentieri, mentre il 17 ottobre l'Adige straripò e sommerse la città, abbattendone in parte le mura. Si salvò soltanto, secondo quanto riferito da papa Gregorio I e dallo stesso Paolo Diacono, la basilica di San Zeno, dove l'acqua non sarebbe penetrata nonostante avesse raggiunto l'altezza delle finestre superiori. Due mesi più tardi, la città fu nuovamente devastata da un incendio.
Nel 590 Verona ospitò le decisive nozze tra re Autari e la principessa bavarese Teodolinda, ma subito dopo il territorio del ducato fu devastato da un'incursione di guerrieri franchi inviati dal loro re Childeberto II. Il successore di Autari, Agilulfo, dovette fin dai primi anni del suo regno fronteggiare la ribellione di diversi duchi. Tra questi, si segnalò quello di Verona, Zangrulfo, che venne ucciso dal re intorno al 594, per l'accusa di ribellione. Pochi mesi dopo, intorno al 595, il ducato fu nuovamente sconvolto da una calamità naturale: una violenta epidemia.
Paolo Diacono ricorda come suo contemporaneo il duca Giselperto, che profanò la tomba di Alboino - celata da una rampa di scale contigua al palazzo regio - e la depredò della spada e del corredo funerario del grande re. Lo storico lo stigmatizza, affermando che "per questo, con la solità vanità degli ignoranti", si gloriava di aver veduto Alboino". Dei tempi di Liutprando (712-744) ricorda invece il profeta Teudelapio, originario del contado del ducato e capace di prevedere il futuro.
Nel 774, l'ultimo re dei Longobardi, Desiderio, fu sconfitto a Verona dai Franchi di Carlo Magno, che segnò la fine del regno longobardo.

## Elenco dei duchi di Verona
- Zangrulfo[2]
- Giselperto (che profanò la tomba di Alboino)[4]

### Fonti primarie
- Paolo Diacono, Historia Langobardorum (Storia dei Longobardi, cura e commento di Lidia Capo, Lorenzo Valla/Mondadori, Milano 1992).

### Letteratura storiografica
- Jörg Jarnut, Storia dei Longobardi, traduzione di Paola Guglielmotti, Torino, Einaudi, 1995  [1982], ISBN 88-06-13658-5.
- Sergio Rovagnati, I Longobardi, Milano, Xenia, 2003, ISBN 88-7273-484-3.